# 묵시

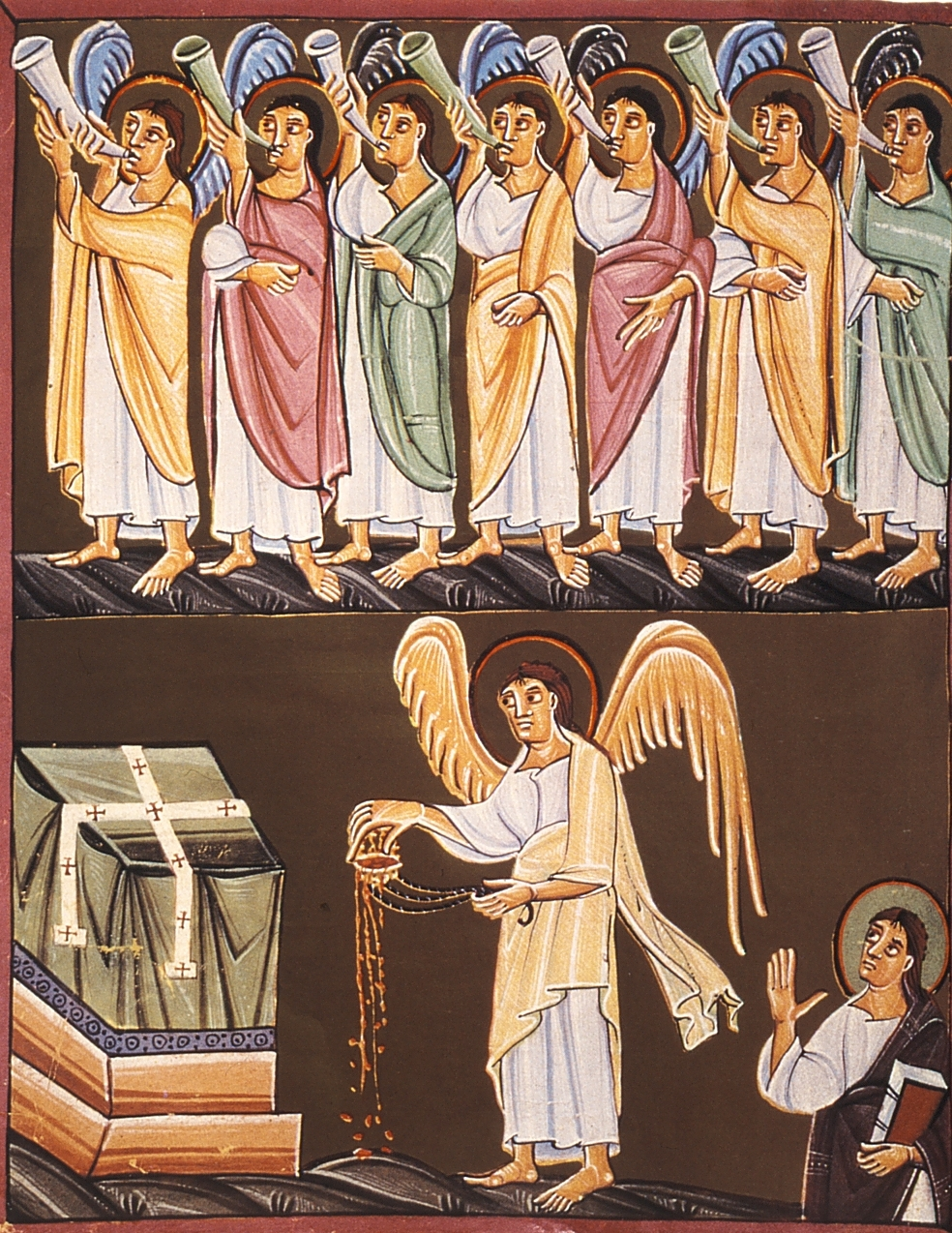
일곱 나팔

묵시(默示, Απōκάλυψις, apocalypsis, 아포칼립스)는 초기 기독교에서 하나님이 선택한 예언자 나 선지자에게 주었다는 「하나님의 뜻의 계시」,  그것을 기록한 것이다. 묵시를 기록한 게 묵시문학(默示文學)이다. 묵시문학은 유대교·기독교·이슬람교 전통에서 지극히 중요하다.
묵시문학에서는 천지창조 이래 현대를 거쳐 종말에 이르기까지 시대구분 설명, 선과 악 대립, 현대가 악이 지배하는 시대이라는 인식, 종말에 의한 악의 시대의 임종, 사망자 부활, 마지막 심판, 천국과 지옥 등 교의가 주어진다.
묵시문학은 원래 그리스어를 이야기하는 유대인에게 향해서 쓴 듯하지만, 기독교도에서도 받아서 한층 더 발전했다.

## 묵시라는 말
묵시는 신약 성서의 일서 「요한계시록」에서 유래되었다. 이것은 ἀπōκάλυψις, apokalupsis라고 하여, 「덮개를 떼는 것」을 의미한다.
apokalupsis의 초출은 「요한의 묵시록」의 장제이다. 이것은 모두의 구, Ἀποκάλυψις Ἰησοῦ Χριστοῦ에서 채집해져 간결하게 이 책의 내용을 나타내고 있다. 여기로부터 동종의 내용을 가지는 책에도 묵시의 말이 이용되어 갔다.
2세기부터 묵시의 말은 유태교와 기독교의 양쪽 모두에 이용되어 수많은 서의 통칭에 이용되었다.
- 구약 성서 위경: 시리아어 벌크 묵시록, 에스드라의 묵시록[2], 소포니아의 묵시록[3]
- 신약 성서 외경: 파울로의 묵시록, 페트로의 묵시록, 세드라크의 묵시록[4], 세드라크의 묵시록 제사서[5], 에리야의 묵시록[6], 외전의 요한의 묵시록[7][8]

## 역사

### 고대
벌써 「길가메시 서사시」등의 아시리아나 바빌로니아의 창세신화는 묵시문학적 표상을 포함했다. 조로아스터교에서 페르시아인에게 선과 악, 빛과 어둠의 종말에서의 투쟁이라는 관념이 침투했다.
여기로부터 헬레니즘기, 즉 알렉산드로스 3세가 소아시아를 지배한 이후(기원전 333년), 오늘의 팔레스타인에 묵시문학이 침투해 왔다. 헬레니즘기에는 유태인의 사이에도 그리스 철학이나 그리스어가 침투해, 성서의 합리주의적·비유적 해석이나 창세기의 우주론으로서의 해석을 하게 되었다.

### 유태교와 묵시문학
유태에서 제2예루살렘 신전(기원전 539년)이 재건되고 나서 예루살렘 공위전으로 파괴될 때까지(기원후 70년)가 문학 장르로서의 묵시문학의 전성기이다. 후기의 묵시문학은 많이 성서의 해석과 결합되었다.
기원전 2세기로부터 기원 1세기에서는 헬레니즘의 중심 도시인 알렉산드리아를 중심으로, 유태인들의 사이에 희랍어로 써진 묵시문학이 성행해, 다언어로 번역될 정도의 유행을 보였다. 이 시기는 팔레스타인의 유태인 국가가 곤란에 직면했던 시기이기도 했다. 당시의 정세에 맞춰 성서의 비유적인 해석 뿐만이 아니라 초자연적인 해석도 행해졌다.
종말의 대망은 벌써 기원전 8세기의 유태에서 재앙을 예언한 초기의 예언자의 사이로 보여진다. 예언자 아모스는 이스라엘 왕국에 이스라엘에서 「어둠이며, 빛은 아니다」 「야하웨의 날」이 초래된다고 예언했다(아모스서5:18-20). 미카는 같은 예언을 유다 왕국에서 실시해, 마지막의 날에 시온의 산으로 향하는 「사람들의 행진」에 대해 말한다(미카서 4장). 그 200년 후, 예레미아는 미카의 재앙의 예언에 돌아갔다. 그 예언은 예루살렘 신전의 파괴와 바비로니아에의 유형이라는 정치적 사건과 연관했다.
바빌론 유수에서 이러한 예언은 외국인의 군주의 지배를 받는다는 역사 안에서의 심판이 되어, 민족에게의 심판과 결합되어, 또 보편화되었다(예, 이자야서 2장). 또 메시아 대망은 자주 묵시문학적으로 되어, 메시아가 세계에서의 부정과 폭력의 역사를 임종시켜, 심판을 실시한다는 관념에 발달했다(이자야서 9장). 이사야에서는 메시아는 세계를 지배하는 왕이 되어, 자연법칙의 변화에 이르는 전우주의 궁극의 변화를 초래한다고 생각했다(이자야서 11장).
또 에제키엘서, 다니엘서에도 묵시문학이 발달한다. 다니엘서에서는 이미 메시아에 의한 지상의 지배는 말하지 않고, 신의 우주 지배가 문제로 여겨진다.
기원전 2세기로부터 기원전 1세기에서는 한층 더 많은 묵시문학이 쓰여졌다. 에치오피아어의 에녹서, 4서로부터 되는 에즈라서, 쿠무란의 「전쟁의 두루마리」(기원전 130년경) 등이다. 그러나 기원 2세기까지는 예루살렘을 떨어져 야브네에 거점을 옮긴 정통파의 유태교 지도자 등에 의해서, 묵시문학의 선악 이원론이 비판되었다.
1세기말의 얌니아 회의는 묵시문학의 대부분을 유태교의 정경으로부터 없애, 다니엘서에 포함되어 있던 묵시만을, 성서의 예언자들의 정통인 계승으로서 타나크에 집어 넣었다.

### 초기 기독교
예수에 귀속되어 다투어지는 개념, 「하나님의 나라」와「사람의 아이」는 함께 성서의 예언자와 묵시문학의 영향하에 있다. 그러나 구약에서는 세계의 마지막과 결합된 재앙의 예언은, 여기에서는 제2이사야에 포함되어 있던 구제의 관념, 즉 타락한 피조물에의 마지막 심판과 그 구제의 관념과 결합되었다.
그리스도의 십자가상의 죽음은 초기 기독교에서는 마지막 심판의 번안이며, 그 부활은 세계의 궁극의 전환에 의한 구원의 길을 의미한다. 이것들은 기독교 교의의 구원론의 중심을 이룬다. 즉 묵시문학은 「기독교 신학의 어머니」(에른스트 케제만)가 되었던 것이다. 묵시문학은 복음서로 후퇴해, 그리스도의 재림에 부수하는 사건으로서 언급된다. 그러나 마지막 심판은 그리스도 재림에 대해서 이루어지는 것으로서 모든 복음서로 언급된다.
신약 성서 안, 전권이 묵시문학으로 구성되는 것은 「요한계시록」뿐이다. 초기 기독교의 묵시문학으로 이것만이 신약 성서 정경으로서 남았다. 이 때문에 기독교에서는, 이 책은 단순히 「묵시록」으로만 언급되는 것이 많다. 「요한계시록」의 구상은 명확하게 다니엘서의 영향하에 있다. 천사에 의해서 미래의 환상이 초래되어 지상의 미래부터 세계의 종말에 그 내용이 미친다. 종말에서의 구해, 세계의 변전, 구제라는 구상은 유태교로부터 기독교에 계승해진 것이다.
예언적·묵시적인 미래 예언에 대해 연구하는 신학의 분야를 종말론이라 한다.

## 주요한 특징
종교 문서로서의 묵시문학은 문학의 분명한 파생 형태로 간주해진다. 이 영역에는 몇 개의 특징을 이루는 요소가 있다.

### 비의의 계시
묵시는 비의, 즉 인간의 지식의 통상의 범위를 넘은 것의 계시이다. 신은 예언자 혹은 성인을 선택해, 숨겨진 일에 대한 교시를 준다. 그러한 숨겨진 일과는 인간의 경험에서는 소원한 모든 것인지, 아주 없으면 인류사 속에 아직도 일어나지 않은 사건이다. 천계의 비의의 몇인가가, 자세한 것은 어떻게 저것 밝혀진다. 그 내용은, 신의 목적, 천사 및 악령의 행위와 특징, 자연현상의 설명, 천지창조 및 최초기의 인류의 역사, 인류의 역사의 구분과 선악의 세력에 의한 지배, 극히 가까운 장래에 박두한 사건, 특히 이스라엘의 미래에 관계가 있는 사건, 세계의 끝, 마지막 심판, 인류의 운명, 메시아의 재림, 천국과 지옥의 묘사 등이다.

### 꿈 또는 환상을 통한 계시
숨겨진 지혜의 계시는 환상 혹은 꿈에 의해서 주어진다.
구약 성서에서의 묵시문학의 주요한 예는 「다니엘서」안에 찾아내진다. 다니엘이 긴 단식의 뒤강의 부근에 서있으면, 하늘의 사용이 그에게 나타나 그 후에 계시를 했다(다니엘서 10:2-4). 요한도 또한 「요한의 묵시록」 속에서 비슷한 경험을 지극히 유사한 말로 썼다.

### 계시를 가져오는 천사
계시를 옮기는 것으로서 천사를 도입하는 것은 묵시문학의 두드러진 특징이다. 엘로힘은 인간에게 직접 말을 걸지 않고, 그 지시는 하늘의 사용에 의한 매개에 의해서 주어진다. 이 사용이 환시자의 인도자가 된다.

### 미래와의 관계
묵시문학의 전형적인 구성에서는 필자의 주요한 관심은 미래에 있다. 기본적으로 묵시란 통상은 명백한 종교적인 목적을 가진 예언자가, 신이 인간을 취급하는 방법과 신의 궁극의 목적을 나타내는 것을 의도한다.

### 신비적 또는 환상적 요소
신비적인 요소는 주제와 쓰는 법의 양쪽 모두에 현저하고, 전형적인 묵시문학 모두에게 공통적으로 분명한 요소이다.

### 신비적 상징주의
묵시의 질은 다시(b) 신비적인 상징을 끊임 없이 이용하는 것 중에 찾아내진다. 특히 수비학이 필자의 의도를 숨기기 위해서 이용되며, 잘 알려졌을 경우에는 명확하게 나타난다.

## 같이 보기
- 기독교 종말론
- 종말론
- 메시아 시대
- 우주의 종말